# Zmysłowo (Miejska Górka)
Pour les articles homonymes, voir Zmysłowo.
Zmysłowo (prononciation : [zmɨˈswɔvɔ]) est un village polonais de la gmina de Miejska Górka dans le powiat de Rawicz de la voïvodie de Grande-Pologne dans le centre-ouest de la Pologne.
Il se situe à environ 5 kilomètres au nord de Miejska Górka (siège de la gmina), à 11 kilomètres au nord-est de Rawicz (siège du powiat) et à 76 kilomètres au sud de Poznań (capitale régionale).
Le village possède une population de 52 habitants en 2015.

## Histoire
De 1815 à 1919, Czmon fait partie de l'arrondissement de Rawitsch dans le district de Posen au sein de la province de Posnanie.
De 1975 à 1998, le village faisait partie du territoire de la voïvodie de Leszno.

Depuis 1999, Zmysłowo est situé dans la voïvodie de Grande-Pologne.